# Роговая (Черкасская область)
Роговая (укр. Рогова) — село в Уманском районе Черкасской области Украины.
Население по переписи 2001 года составляло 537 человек. Почтовый индекс — 20391. Телефонный код — 4744.

## Известные уроженцы
- Казнадий, Иван Васильевич (1926—2006) — украинский и советский режиссёр, заслуженный деятель искусств Украинской ССР.

## Местный совет
20363, Черкасская обл., Уманский р-н, с. Роговая, ул. Октябрьской революции, 11